# Domingo Sangriento (1965)

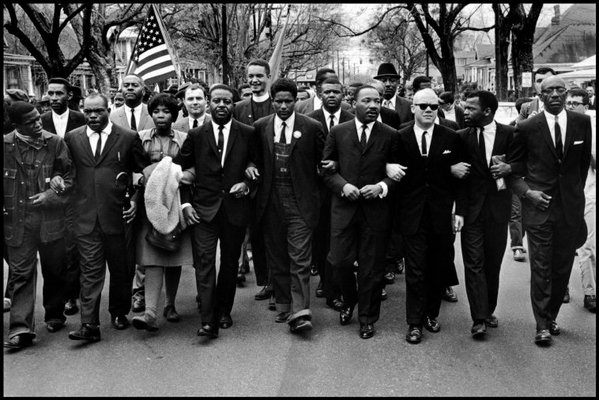
Manifestación

El Domingo Sangriento de 1965 sucedió el 7 de marzo en Selma, Alabama. La policía local y soldados estatales asaltaron en el Puente Edmund Pettusa a 600 manifestantes por los derechos civiles que intentaban realizar la marcha de Selma a Montgomery.

## Antecedentes
Unos días antes, un policía disparó al civil Jimmie Lee Jackson mientras este último estaba protegiendo a sus familiares ante un ataque de policías montados; esto fue lo que provocó la marcha y las protestas.

## Suceso

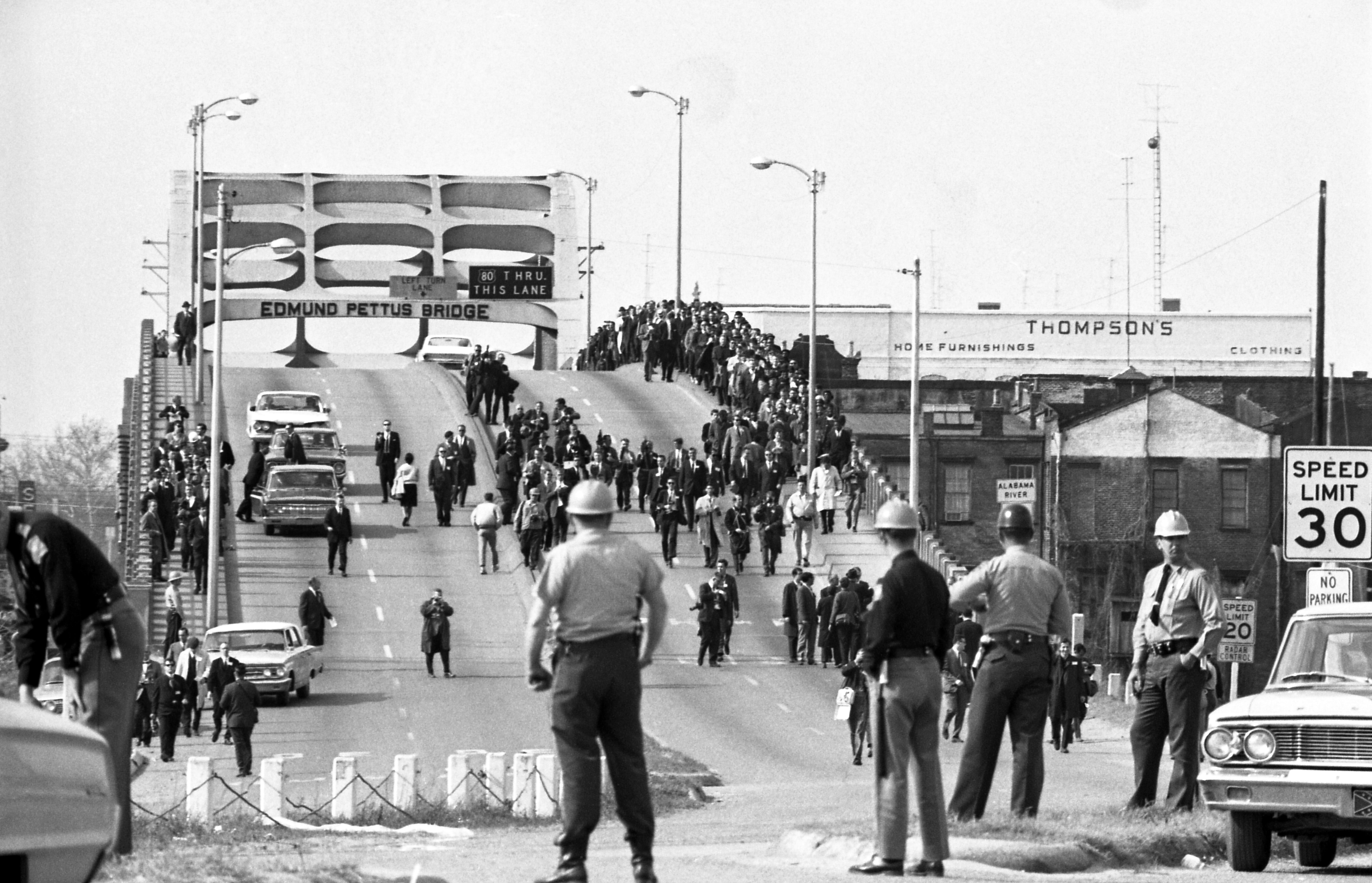
en:Bloody Sunday (1965) - en:Alabama officers await demonstrators at the en:Edmund Pettus Bridge.

Se vio muy apresurado a realizar tres marchas. En la primera los manifestantes llegaron al puente Edmund Pettus donde fueron arrinconados por la policía estatal y la policía montada y atacados brutalmente. Este ataque dejó a diecisiete hospitalizados. Esta marcha tenía como objetivo que el gobernador George Wallace protegiera los derechos de los votantes negros. La policía actuó de este modo porque Wallace denunció la marcha diciendo que era una amenaza contra la seguridad pública.
Martin Luther King empezó a organizar una segunda marcha. Para esta quería contar con apoyo judicial por lo que pidió una orden por la cual la policía no pudiese interferir. El juez federal Frank Minis Johnson impidió la marcha hasta que pudiera tener una audiencia.
Luther King escogió incumplir la orden que el juez había impuesto y decidió realizar la marcha que llegó hasta el puente Edmund Pettus. En esta marcha se reunieron muchas personas procedentes de distintas partes del mundo.
Se realizó una última marcha que comenzó el día 21 de marzo y llegó a Montgomery el día 24.

## Protagonistas
Martin Luther King fue el principal promotor de esta marcha y el protagonista principal de ella.